# Joseph Jehle
Joseph Jehle (n. 1885 – d. secolul al XX-lea) a fost un trăgător de tir ce a reprezentat Elveția, medaliat olimpic. A participat la o ediție a Jocurilor Olimpice (1920) în care a câștigat două medalii de bronz.